# Apalone spinifera
La tartaruga dal guscio molle spinosa (Apalone spinifera Lesueur, 1827), una delle più grandi tartarughe d'acqua dolce del Nordamerica, è una tartaruga della famiglia dei Trionichidi. Deve il nome alle proiezioni spinose, simili a coni, presenti sul margine del carapace; queste strutture, però, sono semplici estroflessioni del carapace, non squame vere e proprie.

## Distribuzione e habitat
A. s. spinifera
     A. s. aspera
     A. s. pallida
     A. s. guadalupensis
     A. s. emoryi
     A. s. guadalupensis e/o A. s. pallida
     A. s. pallida e/o A. s. spinifera
     A. s. spinifera e/o A. s. aspera

La distribuzione delle sottospecie di Apalone spinifera:
A. s. spinifera
A. s. aspera
A. s. pallida
A. s. guadalupensis
A. s. emoryi
A. s. guadalupensis e/o A. s. pallida
A. s. pallida e/o A. s. spinifera
A. s. spinifera e/o A. s. aspera
A. s. atra vive solo nel bacino di Cuatrociénegas, nello stato messicano di Coahuila.

L'areale di questa specie, molto vasto, si estende su gran parte degli Stati Uniti, ma si spinge a nord fino alle province canadesi di Ontario e Quebec, e a sud fino agli stati messicani di Tamaulipas, Nuevo León, Coahuila, Chihuahua, Baja California e Morelos e all'Honduras.
Questa specie abita quasi tutti i tipi di bacini idrici permanenti come grandi fiumi, laghi, piccole insenature paludose e stagni con fondale morbido e ricca vegetazione.

## Tassonomia
La specie venne descritta per la prima volta da Charles Alexandre Lesueur nel 1827. Tuttavia, nel corso degli anni, è stata descritta numerose volte, il che ha creato una certa confusione nella sua tassonomia. Attualmente vengono riconosciute sei sottospecie, che, differendo tra loro prevalentemente per la distribuzione geografica, non sono facilmente distinguibili l'una dall'altra. Esse sono:
- A. s. spinifera (Lesueur, 1827) - tartaruga dal guscio molle spinosa orientale;
- A. s. aspera (Agassiz, 1857) - tartaruga dal guscio molle spinosa della Costa del Golfo;
- A. s. atra (Webb e Legler, 1960) - tartaruga dal guscio molle spinosa nera;
- A. s. emoryi (Agassiz, 1857) - tartaruga dal guscio molle spinosa del Texas;
- A. s. guadalupensis (Webb, 1962) - tartaruga dal guscio molle spinosa di Guadalupe;
- A. s. pallida (Webb, 1962) - tartaruga dal guscio molle spinosa pallida.

Una settima sottospecie, A. s. hartwegi (Conant e Goin, 1948), la tartaruga dal guscio molle spinosa occidentale, è stata sinonimizzata a A. s. spinifera.

## Biologia
La tartaruga dal guscio molle spinosa raggiunge la misura compresa tra 12.7 ai 48 cm, naturalmente le femmine hanno una dimensione maggiore. La maturità sessuale avviene verso gli 8-10 anni, sia per le femmine, che per i maschi.
In cattività le femmine possono raggiungere i 50 anni.
Questi rettili si accoppiano in acque profonde tra la metà e la fine dell'autunno. Mentre nuota, il maschio dà dei colpetti alla testa della femmina e, se lei è pronta ad accoppiarsi, nuota sopra di lei senza stringerla con le zampe (diversamente da altre specie di tartarughe). La femmina depone rapidamente le proprie uova lungo un banco di sabbia soleggiato o un argine ghiaioso, in una cavità a forma di fiasco che essa stessa scava vicino all'acqua. Nel corso di un'unica stagione la femmina nidifica più volte. Depone 9-38 uova dal guscio calcareo. Queste si schiuderanno tra agosto e settembre e in primavera. In questa specie, il sesso dei nascituri non è determinato dalle variazioni di temperatura.

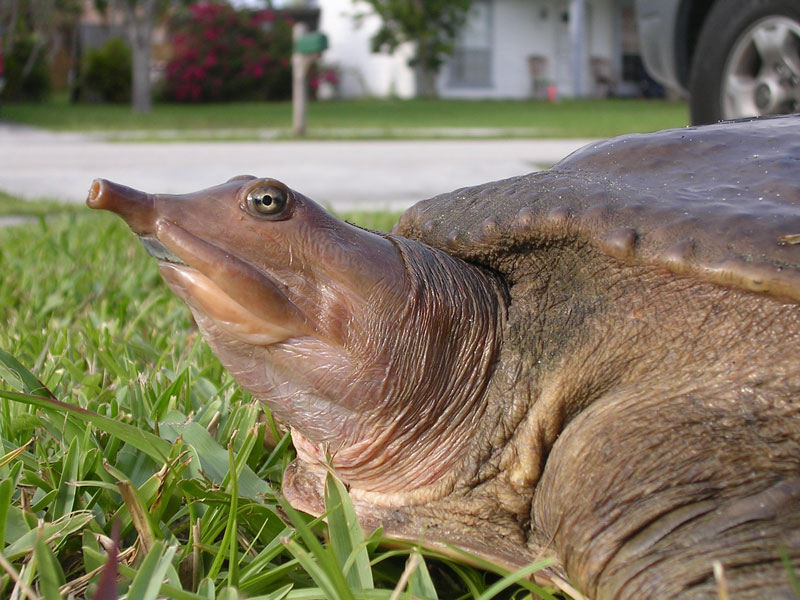
Tartaruga dal guscio molle spinosa orientale.